# Kempisch Museum
Het Kempisch Museum is een museum in de Antwerpse plaats Brecht gelegen aan Mudaeusstraat 2.
Het museum is gesticht in 1905 en werd tot 2015 beheerd door de plaatselijke heemkundekring. Vervolgens kwam het aan de gemeente. De tentoonstelling werd gemoderniseerd en in 2020 heropende het museum onder de naam Kempuseum.
De collectie heeft betrekking op de geschiedenis van Brecht vanaf de prehistorie tot heden. Hierbij wordt ook aandacht geschonken aan de uit Brecht afkomstige humanisten zoals Gabriel Mudaeus, Jan van der Noot en Leonardus Lessius.